# Jasmin B. Frelih

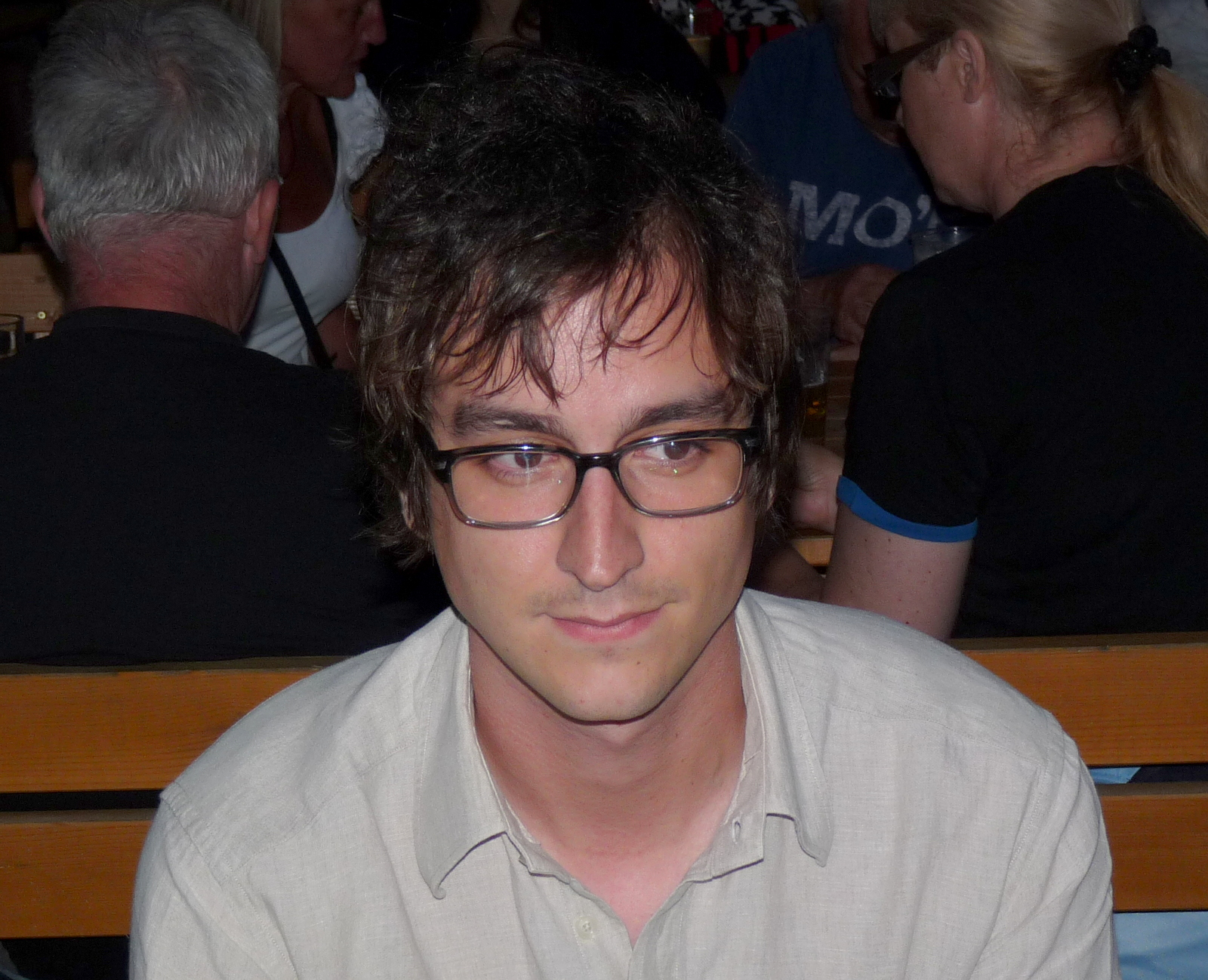
Jasmin B. Frelih, 2014

Jasmin Bajrović Frelih (* 24. September 1986 in Kranj, Jugoslawien) ist ein slowenischer Schriftsteller, Übersetzer und Redakteur.

## Leben und Werk
Jasmin B. Frelih studierte Geschichte und Vergleichende Literaturwissenschaft an der Philosophischen Fakultät der Universität Ljubljana. Er veröffentlicht Kurzgeschichten, Essays und theoretische Texte in unterschiedlichen slowenischen Literaturzeitschriften, sowie zahlreiche Kommentare und Rezensionen zu literarischen Werken. Bei der Zeitschrift Idiot war er als Redakteur tätig. Frelih übersetzt Literatur aus dem Englischen ins Slowenische und vice versa.
Als Autor befasst er sich mit Digitalisierung, Kommunikation, Information, Futurismus und Postmodernismus. Für seinen ersten Roman Na/pol (2013) erhielt er den Preis für das beste Debüt der Buchmesse in Ljubljana und wurde für mehrere Preise nominiert, darunter für den Kresnik-Preis, den Kritiško sito-Preis und den Dublin Literary Award. 2016 wurde der Roman mit dem Literaturpreis der Europäischen Union ausgezeichnet. Na/pol wurde in zahlreiche Sprachen übersetzt, darunter ins Englische, Niederländische, Ungarische, Tschechische und Kroatische. Für seine Kurzgeschichtensammlung Ideoluzije (Ideolusionen) aus dem Jahr 2015 wurde er wieder für den Preis Kritiško sito nominiert, der Autor selbst übersetzte ihn ins Englische und konzipierte vom Band ausgehend eine Ausstellung. Für seinen Essayband Bleda svoboda (2017; Blasse Freiheit), in dem er slowenische Literatur und Weltliteratur behandelt, bekam er 2018 den Rožanc-Preis.

## Werke
- Piksli (Ljubljana, 2021) (Pixel)
- They Torture Artists in the West (Palo Alto/USA, 2020)
- Bleda svoboda (Ljubljana, 2017) (Blasse Freiheit)
- Ideoluzije (Ljubljana, 2015) (Ideolusionen)
- Na/pol (Ljubljana, 2013) (In/Half)

### Übersetzungen (Auswahl)
- Ivan Cankar: Images from Dreams (Ljubljana, 2018)
- Gedichte von Katja Perat, Tibor Hrs Pandur, Ana Svetel, & Ana Pepelnik (2015–2020, Versopolis)
- Katja Perat: Understanding Distance (Ljubljana, 2012)